# Jaume Espona i Brunet
Jaume Espona i Brunet, també conegut com a Santiago Espona i Brunet (Barcelona, 6 de febrer de 1888 - Barcelona, 3 d'agost de 1958) fou un industrial, col·leccionista d'art, bibliòfil i mecenes català, molt vinculat a la Junta de Museus i fill il·lustre de Sant Joan de les Abadesses.
Fou regidor de l'Ajuntament de Barcelona. Va subvencionar econòmicament la restauració del Monestir de Sant Joan de les Abadesses i va reunir una important col·lecció d'art i de llibres incunables. El seu llegat va anar a parar a diferents museus catalans, entre els quals es troben el Museu Nacional d'Art de Catalunya, el Museu Episcopal de Vic, el Museu Arqueològic de Barcelona, el Museu Marítim i la Biblioteca de Catalunya. Com a industrial, era el propietari d'una fàbrica de filats, que cedí a la fundació que ell mateix creà, la Fundació Espona, per a ajudar a malalts necessitats.

## Biografia
La família del seu pare era originària de Torelló, on tenien una casa pairal, i eren propietaris d'una fàbrica tèxtil al municipi de Sant Joan de les Abadesses. Jaume Espona va néixer al carrer Fontanella de Barcelona, fill de Josep Espona i Font, de Torelló, i de Francesca Brunet i Perdigó, de Barcelona, sent inscrit al registre com a Jaume Josep Francesc Espona i Brunet.
Espona no es va casar però va establir amistat amb molts intel·lectuals i artistes de l'elit catalana, cosa que li va despertar una gran passió per l'art i per les persones. La seva situació econòmica li va permetre diversos projectes de mecenatge a Sant Joan de les Abadesses, com costejar part de la renovació i condicionament de les escoles de noies de les Germanes Carmelites, així com l'arranjament de patis i jardins, contractant als artesans de la vila, que al seu temps van ser dirigits per l'arquitecte Duran i Reynals.
Durant la Guerra Civil espanyola, Espona fou perseguit pel fet de ser empresari. Per amagar-se dels seus enemics, va ser ingressat pel doctor Reventós a la Clínica Plató. Des d'allà, amb l'ajuda de Ventura Gassol, fou portat a un vaixell anglès que el portà a Itàlia temporalment.
De nou a Catalunya, va subvencionar econòmicament la restauració del Monestir de Sant Joan de les Abadesses, fet pel que és recordat a la vila com a fill il·lustre. Al mateix municipi va edificar una segona colònia prop de la fàbrica familiar, la Colònia Espona, un edifici d'estil neopopular projectat el 1944 per Raimon Duran i Reynals, arquitecte de confiança d'Espona.
La Colònia Espona es va edificar pels encarregats de la fàbrica tèxtil i per aquest motiu també se l'anomenava com "La Colònia dels Encarregats". L'edifici té més de 2.000 metres quadrats, i originalment havia tingut uns jardins i entorns que superaven els 6.000 metres quadrats de gran bellesa. Aquests jardins varen quedar destruïts en bona part quan es va construir un bloc d'habitatges a la part de darrere de la colònia, el procés pel qual la Fundació Espona (hereus del patrimoni del Sr Espona) va cedir aquest terreny a un constructor de Sant Joan per al seu benefici particular és molt fosc, i va rebre moltes crítiques en el seu moment. Després de dificultats econòmiques i diversos processos d'embargament de l'empresa de filatures de cotó, l'edifici en qüestió va passar a ser de titularitat municipal, va ser atorgat a la Fundació Emma l'any 2005 i actualment (2015), ja està totalment restaurat i adaptat al seu ús per a gent gran.
Entre 1928 i 1943 va reformar la casa pairal dels seus pares a Torelló, incorporant-hi pintures murals i d'altres decoracions. A causa d'un problema físic que l'acomplexava, no li agradava molt estar envoltat de gent ni fer-se fotografies.

## La col·lecció Espona

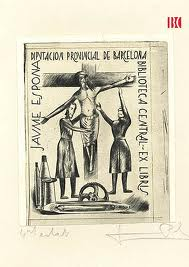
Exlibris Espona, gravat al burí per Jaume Pla

Gran col·leccionista d'art i de llibres, va aconseguir grans obres de mestres com el Greco o Zurbarán, i també va col·leccionar obres de pintura catalana d'artistes com Isidre Nonell, Darío de Regoyos, Francisco Gimeno, Martí i Alsina, Joaquim Vayreda, Santiago Rusiñol, Josep Maria Sert, i de pintors més antics com Mir, Pidelaserra, Meifrèn, Josep Llimona, Sisquella i Olga Sacharoff, entre d'altres. També va adquirir escultures d'autors de renom com Manolo Hugué, Pau Gargallo, Casanovas o Viladomat. Tot això sense oblidar la seva àmplia col·lecció d'imatges romàniques i el frontal d'Esquius, una pintura romànica del segle xii.
Abans de morir, va llegar la seva col·lecció artística a la Junta de Museus de Catalunya, la qual va ser lliurada, després de la mort d'Espona, per Fernando Boter Mauri en un acte al Saló del Tinell, en presència de l'alcalde de la ciutat, Josep Maria de Porcioles. La ciutat, a canvi, li va atorgar pòstumament la Medalla de la Ciutat en categoria d'Or el gener de 1960. La seva col·lecció de llibres ingressà a la Biblioteca Central de la Diputació de Barcelona, actualment Biblioteca de Catalunya. Aquest llegat estava format per una extensa col·lecció de llibres, on hi havia incunables, llibres d'hores, manuscrits, impresos gòtics i arcaics, entre d'altres i una gran col·lecció de pintures.